# جونیور آدامو
جونیور آدامو (انگلیسی: Junior Adamu؛ زادهٔ ۶ ژوئن ۲۰۰۱) بازیکن فوتبال اهل اتریش است.
از باشگاه‌هایی که در آن بازی کرده‌است می‌توان به باشگاه فوتبال لیفرینگ اشاره کرد.
وی همچنین در تیم‌های ملی فوتبال زیر ۱۸ سال، زیر ۱۹ سال، زیر ۲۱ سال و بزرگسالان اتریش بازی کرده‌است.

## دوران ملی
با توجه به تولد در نیجریه، وی توانایی بازی برای تیم ملی فوتبال نیجریه را نیز داشت.
او اولین حضور خود را در تیم ملی بزرگسالان اتریش در ۱۲ نوامبر ۲۰۲۱ در مسابقه مقدماتی جام جهانی مقابل اسرائیل انجام داد.